# Jerzy Maj (bibliotekoznawca)

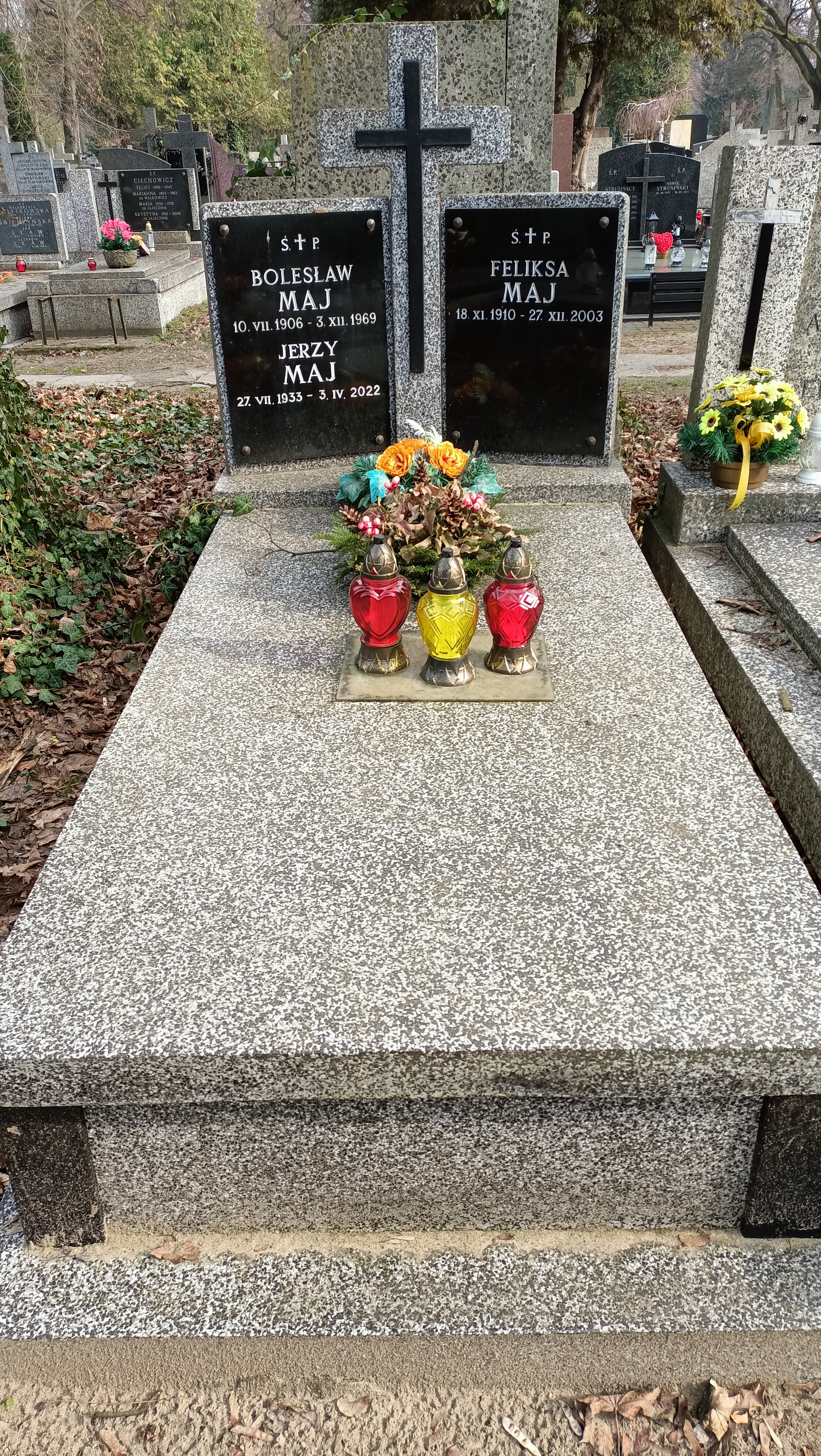
Grób Jerzego Maja na cmentarzu Bródnowskim w Warszawie

Jerzy Maj (ur. 27 lipca 1933 w Warszawie, zm. 3 kwietnia 2022 w Nowym Dworze Mazowieckim) – polski bibliotekoznawca, doktor filozofii, nauczyciel akademicki, działacz społeczny, redaktor, pisarz i poeta. Pracownik Biblioteki Narodowej w Warszawie.

## Życiorys
Urodził się w Warszawie, tu wraz z rodziną spędził lata okupacji niemieckiej. Po upadku Powstania warszawskiego został wywieziony do obozu pracy we Friedersdorf koło Berlina. Wrócił do stolicy w czerwcu 1945 roku. W 1952 roku ukończył Liceum Ogólnokształcące im. B. Limanowskiego w Warszawie. Nieprzyjęty na polonistykę Uniwersytetu Warszawskiego (UW), podjął studia rusycystyczne w Wyższej Szkole Pedagogicznej w Opolu, skąd po roku przeniósł się na UW, gdzie w 1960 roku uzyskał magisterium w zakresie bibliotekoznawstwa. W tym samym roku podjął pracę w Instytucie Książki i Czytelnictwa Biblioteki Narodowej w Warszawie, gdzie w latach 1976–2005 kierował Zakładem Bibliotekoznawstwa. W 2010 roku przeszedł na emeryturę.
Doktoryzował się na podstawie rozprawy Modele sieci bibliotek publicznych na wsi na tle struktury osadniczej, napisanej pod opieką prof. Heleny Więckowskiej na Wydziale Filozofii Uniwersytetu Łódzkiego w 1976 roku .
Zmarł 3 kwietnia 2022 roku w Nowym Dworze Mazowieckim. Pochowany został na Cmentarzu Bródnowskim w Warszawie w kwaterze 55 B-2-11.

### Działalność naukowa
Był autorem ponad 200 rozpraw, artykułów, podręczników, poradników, analiz, recenzji, referatów z zakresu bibliotekarstwa, informacji naukowej, statystyki i ekonometrii kultury, budownictwa i wyposażenia bibliotek, organizacji i zarządzania w bibliotekarstwie  . Współautor raportów i programów rozwoju bibliotekarstwa polskiego, opracowywanych na zlecenie resortu kultury. Jego działalność zawodowa i naukowa powiązana była głównie z bieżącymi potrzebami praktyki w bibliotekarstwie publicznym. Organizator i redaktor rocznika statystycznego „Biblioteki Publiczne w Liczbach” w latach 1971–2005 .

### Działalność dydaktyczna
W latach 1976–2000 wykładał przedmiot „wybrane zagadnienia statystyki”, a od 2001 roku „metodologię badań statystycznych” w Instytucie Bibliotekoznawstwa i Informacji Naukowej Uniwersytetu Warszawskiego. W latach 1991–2004 prowadził wykłady z zakresu organizacji i zarządzania bibliotekami w Centrum Ustawicznego Kształcenia Bibliotekarzy w Warszawie, a w roku akademickim 2010/2011 również w Akademii Humanistycznej w Pułtusku. Autor wykładów i referatów na konferencjach, kursach i szkoleniach dla bibliotekarzy.

### Działalność literacka
Autor dwóch powieści: Prabaśń (2018) i Sekret Szarycy (2021), zbioru opowiadań Wymary i inne opowiadania zmyślone (2020) oraz tomików poezji Mój wierszorys (2012) oraz Limeryków i satyr (2018) .

### Funkcje społeczne
Przewodniczący Komisji Statystyki (1972–1976) oraz Komisji Budownictwa i Wyposażenia Bibliotek Zarządu Głównego Stowarzyszenia Bibliotekarzy Polskich. Zastępca redaktora naczelnego „Bibliotekarza” (1968–1969), sekretarz Redakcji (1970–1983). Działacz NSZZ „Solidarność” (1980–1994), współzałożyciel i członek Prezydium Ogólnopolskiej Międzybibliotecznej Komisji Porozumiewawczej NSZZ „Solidarność”. Inicjator i redaktor nielegalnego periodyku „OKNO”, w którym publikował pod pseudonimem „Kret”.

## Wybrane publikacje (chronologicznie)
Zestawienie zostało opracowane na podstawie Katalog 2024 ↓ :
Książki:
- Charakterystyka obsługi bibliotecznej gromady. Warszawa: BN, 1966 (współaut. Jan Wołosz).
- Lokale i wyposażenie bibliotek publicznych w Polsce w 1970 r. Wyniki sondażu kwestionariuszowego. Warszawa: BN 1972  (współaut. Anna Zeller i Kalina Zinserling).
- Podstawy teoretyczne optymalizacji struktury przestrzennej sieci bibliotecznej w gminie. Warszawa: SBP, 1974.
- Modele sieci bibliotek publicznych na wsi na tle struktury osadniczej. Warszawa: BN, 1976 (rozprawa doktorska).
- Organizacja przestrzenna i wyposażenie biblioteki publicznej. Warszawa: SBP, 1987.
- Zastosowani komputera w bibliotece: poradnik. Warszawa: SBP, 1996 (współaut. Marek Nahotko, Władysław Szczęch).
- Elementarz MAK-a dla bibliotekarzy. Warszawa: SBP, 1999.
- Biblioteki publiczne 1945-1990 na tle innych instytucji kultury. Warszawa: BN, 1996.
- Statystyka w bibliotece i jej otoczeniu. Warszawa: SBP, 2007.

Redakcja i opracowanie:
- Biblioteki publiczne w liczbach. Rocznik. Warszawa: BN, R. 1971–2005.

Artykuły:
- Zasięg terytorialny działania bibliotek publicznych w wielkim mieście na przykładzie dzielnicy Ochota w Warszawie. „Rocznik Biblioteki Narodowej” T. 12/13 (1976/1977), s. 51–72.
- Problemy metodologiczne wykorzystywania sprawozdawczości liczbowej bibliotek publicznych do celów analityczno-badawczych. „Rocznik Biblioteki Narodowej” 1983, T. 19, s. 69–83.
- Statystyka jako narzędzie badań efektywności bibliotek. „Rocznik Biblioteki Narodowej” 1989, T. 25, s. 95–108.
- Technika mikrokomputerowa w bibliotecznych warsztatach informacyjnych. Potrzeby, możliwości i uwarunkowania zastosowań. „Przegląd Biblioteczny” 1988 nr 3/4, s. 436–446.
- Koncepcja trójstopniowej sieci bibliotek publicznych w Polsce w warunkach ustroju samorządowego. „Bibliotekarz” 1998, nr 3, s. 2–6.